# Municipio Okinawa Uno
Das Municipio Okinawa Uno (auch: Okinawa Número Uno) ist ein Verwaltungsbezirk im Departamento Santa Cruz im Tiefland des südamerikanischen Anden-Staates Bolivien.

## Lage im Nahraum
Das Municipio Okinawa Uno ist eines von zwei Municipios in der Provinz Ignacio Warnes. Es grenzt im Westen an das Municipio Warnes, im Süden an die Provinz Andrés Ibáñez und im Osten und Norden an die Provinz Ñuflo de Chávez. Es erstreckt sich über etwa 50 Kilometer in nord-südlicher und über 25 Kilometer in ost-westlicher Richtung.
Der zentrale Ort des Municipios ist die Stadt Okinawa I mit 6344 Einwohnern (Volkszählung 2012) in der Nordhälfte des Municipios.

## Geographie
Das Municipio Okinawa Uno liegt im tropischen Feuchtklima vor dem Ostrand der Anden-Gebirgskette der Cordillera Oriental. Die Region war vor der Kolonisierung von Chiquitano-Trockenwäldern bedeckt, ist heute aber größtenteils Kulturland.
Die mittlere Durchschnittstemperatur der Region liegt bei gut 24 °C (siehe Klimadiagramm Okinawa I), die Monatswerte schwanken zwischen 21 °C im Juni/Juli und etwa 26 °C von Oktober bis März. Der Jahresniederschlag beträgt etwa 1000 mm, die Monatsniederschläge sind ergiebig und liegen zwischen 30 mm im Juli und 175 mm im Januar.

## Bevölkerung
Die Einwohnerzahl des Municipios ist zwischen 1992 und 2024 um fast zwei Drittel angestiegen:
| Jahr | Einwohner | Quelle       |
| ---- | --------- | ------------ |
| 1992 | 6.693     | Volkszählung |
| 2001 | 11.661    | Volkszählung |
| 2012 | 12.482    | Volkszählung |
| 2024 | 10.508    | Volkszählung |

Die Bevölkerungsdichte des Municipios bei der letzten Volkszählung von 2024 betrug 13,4 Einwohner/km², der Anteil der städtischen Bevölkerung lag bei 50,8 Prozent. Die Lebenserwartung der Neugeborenen im Jahr 2001 betrug 66,2 Jahre, die Säuglingssterblichkeit war von 1992 auf 2001 unverändert auf 5,3 Prozent geblieben.
Der Alphabetisierungsgrad bei den über 6-Jährigen ist von 85,4 Prozent (1992) auf 91,7 Prozent angestiegen. 96,3 Prozent der Bevölkerung sprechen Spanisch, 11,5 Prozent sprechen Quechua, 1,9 Prozent Guaraní, und 0,4 Prozent Aymara.
36,1 Prozent der Bevölkerung haben keinen Zugang zu Elektrizität, 14,6 Prozent leben ohne sanitäre Einrichtung. (2001)
64,3 Prozent der 2252 Haushalte besitzen ein Radio, 58,3 Prozent einen Fernseher, 59,8 Prozent ein Fahrrad, 8,5 Prozent ein Motorrad, 16,9 Prozent ein Auto, 30,6 Prozent einen Kühlschrank, und 14,1 Prozent ein Telefon. (2001)

### Japanische Minderheit
Im Jahr 1953 unterschrieb der bolivianische Präsident Víctor Paz Estenssoro ein Dekret, das es Japanern erlaubte, nach Bolivien zu emigrieren. Die Japaner stammten von den Okinawa-Inseln, nach denen die Gründer ihre neugegründeten Siedlungen benannten. Ihre Reise führte vom Hafen der Stadt Naha per Schiff bis nach Santos in Brasilien und von dort per Eisenbahn bis in den Osten Boliviens. Die erste Siedlung war Okinawa I, es folgten Okinawa 2 und Okinawa 3. Die Bewohner betreiben seitdem Landwirtschaft; zuerst bauten sie Mais, Reis und Baumwolle an, später Soja und vor allem Weizen. Die japanischstämmigen Bewohner bewahren ihre Kultur und sprechen weiterhin Japanisch bzw. den lokalen Dialekt der Okinawa-Inseln und führen traditionelle Tänze auf.

## Politik
Ergebnis der Regionalwahlen (concejales del municipio) vom 4. April 2010:
| Wahl- berechtigte |  | Wahl- beteiligung | gültige Stimmen |  | VERDES | MAS-IPSP | CAMPO  | MSM   | TODOS | FA    |
| ----------------- |  | ----------------- | --------------- |  | ------ | -------- | ------ | ----- | ----- | ----- |
| 4.450             |  | 3.901             | 3.267           |  | 1.286  | 894      | 463    | 237   | 214   | 173   |
|                   |  | 87,7 %            | 83,7 %          |  | 39,4 % | 27,4 %   | 14,2 % | 7,3 % | 6,6 % | 5,3 % |

Ergebnis der Regionalwahlen (elecciones de autoridades políticas) vom 7. März 2021:
| Wahl- berechtigte |  | Wahl- beteiligung | gültige Stimmen |  | CREEMOS | MAS-IPSP | UNIDOS | SOL    | MNR    | ASIP   |
| ----------------- |  | ----------------- | --------------- |  | ------- | -------- | ------ | ------ | ------ | ------ |
| 7.012             |  | 6.108             | 5.701           |  | 3.423   | 1.713    | 241    | 189    | 77     | 58     |
|                   |  | 87,11 %           | 93,34 %         |  | 60,04 % | 30,05 %  | 4,23 % | 3,32 % | 1,35 % | 1,02 % |

## Gliederung
Das Municipio Okinawa Uno unterteilte sich bei der letzten Volkszählung von 2012 in die folgenden drei Kantone (cantones):
- 07-0202-01 Kanton Okinawa I – 22 Ortschaften – 9.773 Einwohner
- 07-0202-02 Kanton Ignacia Zeballos – 3 Ortschaften – 2.088 Einwohner
- 07-0202-01 Kanton San Miguel – 1 Ortschaft – 621 Einwohner

## Ortschaften
- Kanton Okinawa I
  - Okinawa Uno 6344 Einw. – Okinawa 2 410 Einw.

- Kanton Ignacia Zeballos
  - Nuevo Horizonte 1632 Einw. – Okinawa 3 250 Einw.

- Kanton San Miguel
  - San Miguel 621 Einw.